# Suave Veneno
Suave Veneno é uma telenovela brasileira produzida e exibida pela TV Globo de 18 de janeiro a 17 de setembro de 1999, em 209 capítulos. Substituiu Torre de Babel e foi substituída por Terra Nostra, sendo a 57ª "novela das oito" exibida pela emissora.  
Teve a autoria de Aguinaldo Silva, com colaboração de Ângela Carneiro, Maria Helena Nascimento, Filipe Miguez, Fernando Rebello e Marília Garcia. Teve direção de Marcos Schechtman, Alexandre Avancini e Moacyr Góes com direção geral de Ricardo Waddington e Marcos Schechtman e direção de núcleo de Daniel Filho e Ricardo Waddington. 
Conta com José Wilker, Glória Pires, Letícia Spiller, Patrícia França, Ângelo Antônio, Kadu Moliterno, Betty Faria e Irene Ravache nos papéis principais.

## Enredo
O empresário Waldomiro Cerqueira (José Wilker) é o centro da sua família. Todos são, direta ou indiretamente, dependentes dele e da sua empresa Marmoreal. Maria Regina (Letícia Spiller), a filha mais velha, é uma das principais executivas da empresa, assim como seu marido, Álvaro Figueira (Kadu Moliterno). Maria Antônia (Vanessa Lóes), a do meio, não trabalha, mas seu marido, Augusto Ivan (Tarcísio Filho), também é executivo da Marmoreal, tendo se casado com ela por interesse na presidência da empresa. A filha mais nova, Márcia Eduarda (Luana Piovani), é responsável pelo setor de marketing. A ex-esposa de Waldomiro, Eleonor (Irene Ravache), ganha a vida como marchand, mas recebe pensão do ex-marido e, como todo o resto da família, mora no condomínio construído por ele. Ela ainda se considera mulher de Waldomiro e é uma mãe zelosa, preocupada com o futuro das filhas.
Maria Regina nutre certo desprezo pela origem pobre do pai. Graduada nas melhores universidades do país, ela se julga mais qualificada para assumir seu posto à frente da Marmoreal e, frequentemente, suas decisões entram em conflito com a política de Waldomiro. Preocupado em preservar a área de onde extrai sua matéria-prima, o empresário resiste às constantes propostas de empresas estrangeiras para aumentar a cota de mármore que exporta. Maria Regina tenta convencer as irmãs e a mãe de que a postura do pai é ultrapassada e que, como herdeiras, elas têm direito de tomar decisões em relação às empresas. Além de usurpar as empresas do pai, ela forja uma acusação de assédio sexual contra Figueira para separar-se dele, e começa a se relacionar com o motorista Adelmo (Ângelo Antônio) para se vingar do marido. No entanto, ela passa a nutrir uma paixão obsessiva pelo rapaz, até mesmo se humilhando em algumas ocasiões.
A situação da família se agrava com o surgimento de Maria Inês (Glória Pires), uma enigmática mulher que Waldomiro socorre durante um assalto. Mais tarde, quando ele está rodando no táxi que utiliza para rodar pela cidade, ele a reencontra. Os dois sofrem um acidente de trânsito, e Inês perde a memória. Waldomiro a leva para casa e cuida da sua recuperação. Com o tempo, ele acaba se apaixonando pela moça, o que desagrada a todos da família. Na verdade, a entrada de Maria Inês na vida de Waldomiro faz parte de um plano de vingança criado pela advogada Clarice Ribeiro (Patrícia França), filha bastarda do empresário. Em certo momento da trama, Maria Inês desaparece, levando consigo valiosos diamantes, e Waldomiro fica desorientado e vulnerável aos ataques da família. Aproveitando-se do momento, Maria Regina assume a presidência da Marmoreal no lugar do pai, que não oferece grande resistência. Ele divide o poder entre as filhas e se afasta. A trama dá outra reviravolta depois que Clarice é assassinada misteriosamente. Maria Inês reaparece, dessa vez com uma personalidade completamente diferente e com o nome de Lavínia, sua verdadeira identidade.
Por sua vez, Eleonor conhece o talentoso pintor Eliseo (Rodrigo Santoro), e oferece ajuda para vender seus quadros. Ele se envolve romanticamente com Márcia Eduarda, e após se separarem após crises no namoro, se envolve com Eleonor. Ele é enganado pelo marchand Marcelo Barone (Fulvio Stefanini), um vigarista que o convence a falsificar obras de Michelangelo e Salvador Dalí, o que leva à prisão de Eliseo. Uálber Cañedo (Diogo Vilela), é um guru homossexual que atua como consultor espiritual, com seu secretário Edilberto (Luiz Carlos Tourinho), com quem mantém um relacionamento afetivo. Durante a novela, Uálber descobre que tem, de fato, habilidades paranormais, mas não consegue usar seus poderes diante do público. Uálber e Edilberto são moradores de outro condomínio construído por Waldomiro: o Bege Bahia, onde também vivem Fortunato (Nelson Xavier), braço-direito do empresário, e a interesseira Marina (Deborah Secco), irmã pobre de Augusto Ivan, sempre à caça de um marido rico. Ela se envolve com Renildo (Rodrigo Faro), um jogador de futebol que se torna ídolo do Flamengo. Também no Bege Bahia vive Carlota Valdez (Betty Faria), recatada moradora do condomínio, que à noite costuma fazer algo que classifica de "o inominável". Posteriormente, forma um triângulo amoroso com Waldomiro e Lavínia.

## Elenco
| Ator                 | Personagem                                        |
| -------------------- | ------------------------------------------------- |
| José Wilker          | Waldomiro Cerqueira                               |
| Glória Pires         | Lavínia de Alencar / Maria Inês Ferreira de Souza |
| Irene Ravache        | Eleonor Berganti de Cerqueira                     |
| Letícia Spiller      | Maria Regina Berganti de Cerqueira e Figueira     |
| Ângelo Antônio       | Adelmo de Alencar                                 |
| Patrícia França      | Clarice Ribeiro                                   |
| Betty Faria          | Carlota Valdez                                    |
| Diogo Vilela         | Uálber José da Silva Cañedo                       |
| Fúlvio Stefanini     | Marcelo Barone / João Pedro de Souza Botelho      |
| Rodrigo Santoro      | Eliseu Vieira                                     |
| Luana Piovani        | Márcia Eduarda Berganti de Cerqueira              |
| Kadu Moliterno       | Álvaro Figueira                                   |
| Nívea Maria          | Emiliana Loureiro de Barros (Nana)                |
| Nuno Leal Maia       | Felisberto Morel (Gato)                           |
| Nelson Xavier        | Fortunato Queiroz                                 |
| Ana Rosa             | Geni Queiroz (Geninha)                            |
| Eva Todor            | Maria do Carmo da Silva Cañedo                    |
| Jorge Dória          | Genival Cañedo                                    |
| Deborah Secco        | Marina da Silva Coelho                            |
| Rodrigo Faro         | Renildo Soares Bezerra                            |
| Luiz Carlos Tourinho | Edilberto Ferreira                                |
| Daniela Faria        | Adriana Queiroz                                   |
| Tarcísio Filho       | Augusto Ivan da Silva Coelho                      |
| Vanessa Lóes         | Maria Antonia Berganti de Cerqueira Coelho        |
| Tuca Andrada         | Rubem Ásfora                                      |
| Samara Felippo       | Gilvânia Marques (Gil)                            |
| Heitor Martinez      | Claudionor                                        |
| Nívea Stelmann       | Eliete Soares                                     |
| Mateus Rocha         | Leonardo da Silva Coelho (Léo)                    |
| Silvia Bandeira      | Consuelo                                          |
| Sérgio Viotti        | Alceste Berganti                                  |
| Elias Andreato       | Clóvis Soares Bezerra                             |
| Totia Meirelles      | Matilde                                           |
| Leonardo Vieira      | Mauro do Valle                                    |
| Cassiano Carneiro    | Josué                                             |
| Angela Rebello       | Gladys                                            |
| Tácito Rocha         | Dr. Faria                                         |
| Luís Antônio Pillar  | Dr. Cláudio Moreira                               |
| Ivan Cândido         | Sandoval de Freitas                               |
| Lafayette Galvão     | Tide                                              |
| Ilva Niño            | Maria José (Zezé)                                 |
| Mariah da Penha      | Lucilene Barbosa da Silva                         |
| Guilherme Corrêa     | Heitor                                            |
| Léa Garcia           | Selma Ribeiro                                     |
| Edwin Luisi          | O Desconhecido                                    |
| Ricardo Pavão        | Delegado Altair Vasconcelos                       |
| Leonardo Miranda     | Brother                                           |
| Joel da Silva        | Alfredo                                           |
| Nica Bonfim          | Wanda                                             |
| Emília Rey           | Claraíde                                          |
| Dill Costa           | Sirlene                                           |
| Élcio Romar          | Oswaldo                                           |
| Vinícius de Oliveira | Adelmo de Alencar Júnior (Júnior)                 |
| Cecília Dassi        | Patrícia Elizabeth Cerqueira Figueira (Patty)     |
| Herval Silveira      | Rafael Cerqueira Figueira (Rafa)                  |

### Participações especiais
| Ator/Atriz       | Personagem                                  |
| ---------------- | ------------------------------------------- |
| Alexandra Marzo  | Lili Carabina                               |
| Antônio Calloni  | Hanif                                       |
| Célia Biar       | Madre                                       |
| Elisângela       | Nazaré Cañedo                               |
| Fausto Silva     | Ele mesmo                                   |
| Giulio Lopes     | Waldecir                                    |
| Jairo Mattos     | Fausto, se envolve e engana Marina          |
| Jardel Mello     | Dr. Joffily, terapeuta de Inês              |
| Jonas Mello      | Audálio da Silva                            |
| Jorge Cherques   | Joaquim, proprietário de bar                |
| Licurgo Spinola  | Vanderley                                   |
| Luís Melo        | Delegado Ramalho                            |
| Luka Ribeiro     | Duda                                        |
| Lupe Gigliotti   | Josephina                                   |
| Marcélia Cartaxo | Lisbela, enfermeira que cuida de Inês       |
| Othon Bastos     | Elpídio                                     |
| Pitty Webo       | Daniela                                     |
| Tadeu di Pietro  | Dr. Fernando, psicóloga de Inês             |
| Thelma Reston    | Isaura                                      |
| Roberto Frota    | Almeida, presidente da Associação Comercial |
| Waldyr Sant'anna | Delegado                                    |

## Produção
A premissa de Suave Veneno foi baseada na história de um nordestino que ficou milionário com uma empresa de mármore e era chamado de "Rei do Mármore" pelos jornais. O autor Aguinaldo Silva também buscou inspiração em Rei Lear de William Shakespeare, onde na peça original, o rei da Bretanha decide dividir o reino ente suas três filhas. Na telenovela, Waldomiro Cerqueira, também é pai de três filhas, que logo no primeiro capítulo decidem interpelar o pai sobre a divisão de poderes da empresa Marmoreal. Além da referência a Rei Lear, o autor fez em Suave Veneno alusão a outro personagem clássico. Eleonor foi inspirada na rainha inglesa Leonor da Aquitânia. O autor também se baseou no filme Vertigo de Alfred Hitchcock, que por sua vez se baseou no romance policial The Living and the Dead. Os atores tinham que decorar os textos ipsis litteris, respeitando uma exigência do autor de os personagens não usarem linguagem coloquial. Para tanto, cada núcleo do elenco foi ensaiado por diretores de teatro, com base em textos de peças de teatro como Antígona e A morte do caixeiro viajante.
Suave Veneno já estava pronta antes de outra telenovela de sua autoria, A Indomada (1997), ir ao ar. No entanto, até sua estreia, a obra passou por diversas modificações. Por exemplo, a história em sua quase totalidade girava em torno da disputa pelo poder da marmoraria de Waldomiro Cerqueira, mas o autor achava que faltava algo e resolveu acrescentar "um certo mistério" à trama. O nome do folhetim, a princípio, seria Suave Curare, por ideia do próprio autor, contudo, devido a afirmação de um numerólogo que o nome não daria bom retorno e o fato de que uma empresa de cosméticos já tinha patenteado o nome e suas possíveis variações, o autor e emissora optaram por Suave Veneno. "Curare" é um veneno indígena que mata rapidamente e dificilmente tem cura. Apesar do contrato de Aguinaldo Silva com a TV Globo indicar o contrário, que na época previa um descanso de 18 meses entre uma novela e outra, o autor foi convocado antes do tempo, fazendo com que o texto de Suave Veneno fosse escrito às pressas.
As primeiras cenas da novela foram gravadas em meados de novembro de 1998. A equipe de produção optou por utilizar pouco dos recursos de uma cidade cenográfica, preferindo realizar mais cenas externas, de acordo com as orientações da direção da novela, de modo a conferir maior realismo às cenas. A produção chegou a fazer uma parceria com os moradores de uma rua no bairro de Laranjeiras, no Rio de Janeiro, onde muitas cenas da novela foram gravadas. Assim, Suave Veneno teve apenas uma fachada cenográfica. Algumas das cenas iniciais da novela foram gravadas na cidade de Macaúbas, na Chapada Diamantina, interior da Bahia, na atividade de extração do Mármore Azul, uma das poucas jazidas da pedra ornamental encontradas no planeta.

### Escolha do elenco
Inicialmente, a atriz Isabel Fillardis interpretaria a advogada Clarice Ribeiro, mas a uma semana do início das gravações Patrícia França assumiu o seu lugar. Por volta da metade da obra, houve a entrada de novos personagens, como o marchand Marcelo Barone, interpretando por Fúlvio Stefanini, que tinha um pacto com o diabo e se envolveu com Eleonor. O personagem foi ligeiramente inspirado no de Al Pacino do filme Advogado do Diabo lançado em 1997. Outro personagem adicionado à trama foi o de Gilvânia, interpretada por Samara Felippo, iria se envolver com Eliseu. Da mesma forma que o acontecido com Isabel Fillardis, Gilvânia seria interpretada primeiramente por Mylla Christie, mas foi substituída às pressas por Samara Felippo às vésperas do início das gravações de sua personagem.

## Exibição

Pôster da telenovela no Globoplay

Suave Veneno foi a 57ª telenovela a ser exibida no horário das oito pela TV Globo, estreando em 18 de janeiro de 1999, com classificação indicativa de imprópria para menores de 14 anos. O autor expressou descontentamento com a data de estreia da novela, que aconteceu durante o período de férias no verão brasileiro. Logo após, a emissora pediu para que o autor aumentasse em 62 capítulos a telenovela, para cobrir o atraso na produção da novela seguinte, Terra Nostra, prorrogando sua exibição. O último capítulo da trama foi exibido em 17 de setembro de 1999, uma sexta-feira, totalizando 209 capítulos.
O tema de abertura da trama foi interpretado por Nana Caymmi e leva o mesmo título da novela. A vinheta consistia em um líquido, representando hipoteticamente o "suave veneno", caindo pelas pedras de mármore e vai aos poucos se espalhando. Com o reflexo causado, uma imagem da boca de uma mulher é mostrada. O líquido vai se espalhando cada vez mais, até que os olhos de um homem aparece na tela. Logo após, um corpo nu feminino é apresentado refletido no líquido. No final, esse corpo junta-se ao título da telenovela.
Em 2009, o programa Video Show fez uma reportagem especial sobre os 10 anos do final da telenovela. Ainda, no mesmo programa, foi apresentada em um resumo dentro do quadro Novelão entre 26 e 30 de novembro de 2012 em 5 capítulos, substituindo O Beijo do Vampiro e antecedendo América.
Suave Veneno foi exibida em Portugal através da rede de televisão SIC. Foi também exibida em diversos outros países, entre eles Argentina, Cabo Verde, Estônia, Letônia, República Dominicana, Rússia e Venezuela.

### Outras mídias
Em 1º de julho de 2024, foi disponibilizada na íntegra pelo Globoplay, como parte do Projeto Resgate.

## Trilha sonora
Duas trilhas sonoras foram lançadas para Suave Veneno. A trilha internacional da novela alcançou o 5º lugar dos álbuns mais vendidos em 1999 no eixo Rio-São Paulo, segundo a Nelson Oliveira Pesquisa e Estudo de Mercado (NOPEM). Várias das canções executadas na novela converteram-se em sucessos nas paradas musicais brasileira. A canção "Sozinho", composta por Peninha e interpretada por Caetano Veloso, obteve uma das maiores repercussões da trilha nacional da telenovela, levando o álbum Prenda Minha, de Caetano Veloso, a vender por volta de um milhão de cópias. Também conquistaram boas colocações entre as mais tocadas nas rádios as canções "Mais Feliz", de Adriana Calcanhotto, e "That I Would Be Good", de Alanis Morisette.

### Nacional
Capa: Patrícia França como Clarice
| N.º            | Título                                 | Música               | Nome(s) Personagem    | Duração |  |
| 1.             | "Suave Veneno"                         | Nana Caymmi          | Abertura              | 2:57    |  |
| 2.             | "Mais Feliz"                           | Adriana Calcanhoto   | Maria Regina e Adelmo | 3:55    |  |
| 3.             | "Pela Vida Inteira"                    | Kiloucura            | Eliete                | 3:45    |  |
| 4.             | "É o Amor"                             | Maria Bethânia       | Lavínia               | 4:18    |  |
| 5.             | "Frisson"                              | Banda Eva            | Marina                | 2:35    |  |
| 6.             | "Sozinho"                              | Caetano Veloso       | Eliseu                | 3:09    |  |
| 7.             | "Gostoso Veneno" (part. Djavan)        | Alcione              | Renildo               | 3:54    |  |
| 8.             | "Canzone Per Te"                       | Zizi Possi           | Eleonor               | 3:41    |  |
| 9.             | "Bem Maior (Longer)"                   | Roupa Nova           | Uálber                | 4:04    |  |
| 10.            | "Nascente" (part. Ed Motta)            | Flávio Venturini     | Clarice e Adelmo      | 3:20    |  |
| 11.            | "Firmamento (Wrong Girl To Play With)" | Orlando Morais       | Márcia                | 3:54    |  |
| 12.            | "Xereta"                               | Claudinho e Buchecha | Claudionor            | 3:42    |  |
| 13.            | "Casa, Comida e Paixão"                | Elba Ramalho         | Waldomiro             | 3:00    |  |
| 14.            | "Tu Me Acostumbraste"                  | Joanna               | Carlota               | 4:18    |  |
| Duração total: | Duração total:                         | Duração total:       | Duração total:        | 50:38   |  |

### Internacional
Capa: Diogo Vilela como Uálber Cañedo
| N.º            | Título                              | Música            | Nome(s) Personagem    | Duração |  |
| 1.             | "Do You Know Where You're Going To" | Mariah Carey      | Carlota               | 3:45    |  |
| 2.             | "Y ¿Si Fuera Ella?"                 | Alejandro Sanz    | Waldomiro e Lavínia   | 5:19    |  |
| 3.             | "To Love You More"                  | Celine Dion       | Márcia                | 5:26    |  |
| 4.             | "Believe"                           | Cher              | Geral                 | 3:57    |  |
| 5.             | "Sailing"                           | 'N Sync           | Adriana               | 4:34    |  |
| 6.             | "Canto Della Terra (Radio Version)" | Andrea Bocelli    | Eleonor               | 3:58    |  |
| 7.             | "That I Would Be Good"              | Alanis Morissette | Maria Regina e Adelmo | 4:09    |  |
| 8.             | "You Get What You Give"             | New Radicals      | Geral                 | 4:55    |  |
| 9.             | "Big Big World"                     | Emilia            | Marina                | 3:21    |  |
| 10.            | "As" (part. Mary J. Blige)          | George Michael    | Gilvânia              | 4:39    |  |
| 11.            | "Una Historia de Amor"              | La Sociedad       | Nana                  | 3:42    |  |
| 12.            | "Everything I Do (I Do It For You)" | Brandy            | Uálber                | 4:05    |  |
| 13.            | "Doo Wop (That Thing)"              | Lauryn Hill       | Geral                 | 3:55    |  |
| 14.            | "Yo Se Que Es Mentira"              | Amaury Gutierrez  | Geral                 | 4:14    |  |
| Duração total: | Duração total:                      | Duração total:    | Duração total:        | 60:12   |  |

## Repercussão

### Audiência
A novela estreou com uma média de audiência de 43 pontos, medida pelo Instituto Brasileiro de Opinião Pública e Estatística (IBOPE). Nos dias seguintes, foi sofrendo uma queda de audiência, chegando a marcar 31 pontos na Grande São Paulo; o autor atribuiu esta queda devido à novela ter estreado na época do Carnaval. No entanto, com o passar das semanas, passou a marcar 40 pontos de audiência, passando para 43 pontos nas semanas seguintes. O último capítulo de Suave Veneno, exibido em 17 de setembro de 1999, marcou uma média de 52 pontos, representando uma queda em comparação com suas antecessoras. A trama registrou uma média geral de 38 pontos, abaixo dos 43 de sua antecessora Torre de Babel. À época, um índice desses era considerado inaceitável para a TV Globo, que esperava entre 50 e 55 pontos.
Um fato que ajudou a derrubar a audiência da emissora foi o sucesso do Programa do Ratinho, exibido pelo SBT na mesma faixa de horário. A esse respeito, Aguinaldo Silva declarou: "O Ratinho foi um verdadeiro tsunami na televisão brasileira. Aquilo foi dramático! Quando entrava o comercial na Globo, a audiência fugia toda para o SBT. A diferença é que, ao contrário do que o Ratinho apregoava, ele nunca conseguiu ganhar de Suave Veneno. O máximo que conseguiu foi chegar a 5 pontos de diferença na hora do intervalo comercial".

### Avaliação da crítica
Na semana de estreia de Suave Veneno, Carolina Arêas, do Jornal do Brasil, elogiou a atuação de José Wilker e Irene Ravache, opinando que esta última protagonizou a melhor cena da estreia, de acordo com a autora. No entanto, disse que Letícia Spiller poderia "relaxar um pouco na pele de sua Maria Regina", para que não corresse o risco de transformar-se numa vilã como a Ângela de Torre de Babel, interpretada por Claudia Raia. Luiz Zanin Oricchio, d'O Estado de S. Paulo, elogiou a produção do folhetim como um todo, mas que com exceção da caracterização de vilã de Letícia Spiller, que segundo ele, "beirava a caricatura", era uma novela "gostosa de ver". Patrícia Kogut, jornalista d'O Globo, considerou que a "mão certeira" do autor fazia de Suave Veneno uma "trama atraente e dinâmica". Ela também elogiou a direção geral da telenovela, bem como a atuação de parte do elenco, mas criticou as atuações de Spiller e Tarcísio Filho, que as considerou como teatrais.
Ao final da telenovela, Artur Xexéo, escrevendo para o Jornal do Brasil, elegeu Suave Veneno como "um dos trabalhos recentes mais interessantes do gênero", destacando como o folhetim conseguiu retratar aspectos característicos da sociedade brasileira à época, como a luta entre empresários inescrupulosos, como Maria Regina. Por sua vez, Leila Reis, d'O Estado de S. Paulo chamou a trama de "o maior equívoco de Aguinaldo Silva", que parecia desorientado ao escrever a novela, ao passo em que considerou a personagem Maria Regina como a "maior coerência no enredo" e uma das vilãs "mais malignas da história das telenovelas", intitulando-a como "exagerada, ranheta, bufante e gratuitamente malévola". Em retrospecto, Maria Regina foi considerada por alguns veículos de comunicação como uma das maiores vilãs da história da televisão brasileira.

### Controvérsia
O Grupo Gay da Bahia (GGB), autointitulado como o mais antigo grupo militante homossexual do Brasil, chegou a entrar com uma representação no Ministério Público e outra na Secretaria Nacional dos Direitos Humanos contra o autor e a emissora, alegando atitude homofóbica perante os personagens Uálber (Diogo Vilela) e Edilberto (Luiz Carlos Tourinho). O presidente do grupo, Luiz Mott, disse que "Aguinaldo errou a mão completamente", ao avaliar que "Edilberto foi exposto ao ridículo e vítima de agressões físicas", citando como exemplo uma cena em que o personagem leva um puxão de orelha e é chamado de "lombriga de pobre". causando "um profundo desgosto ver o gay retratado daquela forma preconceituosa". Também, o juiz Siro Darlan, da 1ª Vara da Infância e da Juventude do Rio de Janeiro, cassou os alvarás que permitiam as gravações dos personagens de Vinícius de Oliveira, Cecília Dassi e Herval Silveira, que eram crianças, pois teria reprovado as gravações num albergue de crianças.

### Paródias
Suave Veneno foi alvo de paródias no programa Casseta e Planeta Urgente sob os nomes de "Suado Moreno" e "Suado e Fedendo", além do "Jornal da Marmoreal". No mesmo programa, ocorreu uma participação de Leticia Spiller como Maria Regina em 2001. No segundo episódio da quarta temporada do sitcom Sai de Baixo em 1999, intitulado "Se a minha pizza falasse", o elenco acabou por fazer uma sátira à telenovela em uma homenagem a José Wilker.

## Prêmios e indicações
| Ano  | Prêmio                                  | Categoria                     | Indicado             | Resultado | Ref.   |
| ---- | --------------------------------------- | ----------------------------- | -------------------- | --------- | ------ |
| 1999 | Prêmio Extra de Televisão               | Melhor Atriz                  | Letícia Spiller      | Venceu    | [ 46 ] |
| 1999 | Prêmio Extra de Televisão               | Melhor Revelação em Televisão | Luiz Carlos Tourinho | Venceu    | [ 46 ] |
| 1999 | Festival de Cinema e Televisão de Natal | Melhor Atriz                  | Letícia Spiller      | Venceu    | [ 47 ] |
| 1999 | Prêmio Globo de Melhores do Ano         | Melhor Atriz em Telenovela    | Letícia Spiller      | Indicado  |        |
| 1999 | Prêmio Magnífico                        | Melhor Ator                   | José Wilker          | Venceu    | [ 48 ] |
| 1999 | Prêmio Magnífico                        | Destaque no Ano               | Nívea Stelmann       | Venceu    | [ 48 ] |
| 1999 | TV Press                                | Ator Revelação                | Luiz Carlos Tourinho | Venceu    | [ 49 ] |
| 2000 | Troféu Imprensa                         | Melhor Telenovela             | Aguinaldo Silva      | Indicado  | [ 50 ] |
| 2000 | Troféu Imprensa                         | Melhor Atriz                  | Letícia Spiller      | Indicado  | [ 50 ] |